# Cratocryptus furcator
Cratocryptus furcator är en stekelart som först beskrevs av Johann Ludwig Christian Gravenhorst 1829.  Cratocryptus furcator ingår i släktet Cratocryptus och familjen brokparasitsteklar. Arten är reproducerande i Sverige. Utöver nominatformen finns också underarten C. f. petilus.